# Метабазити

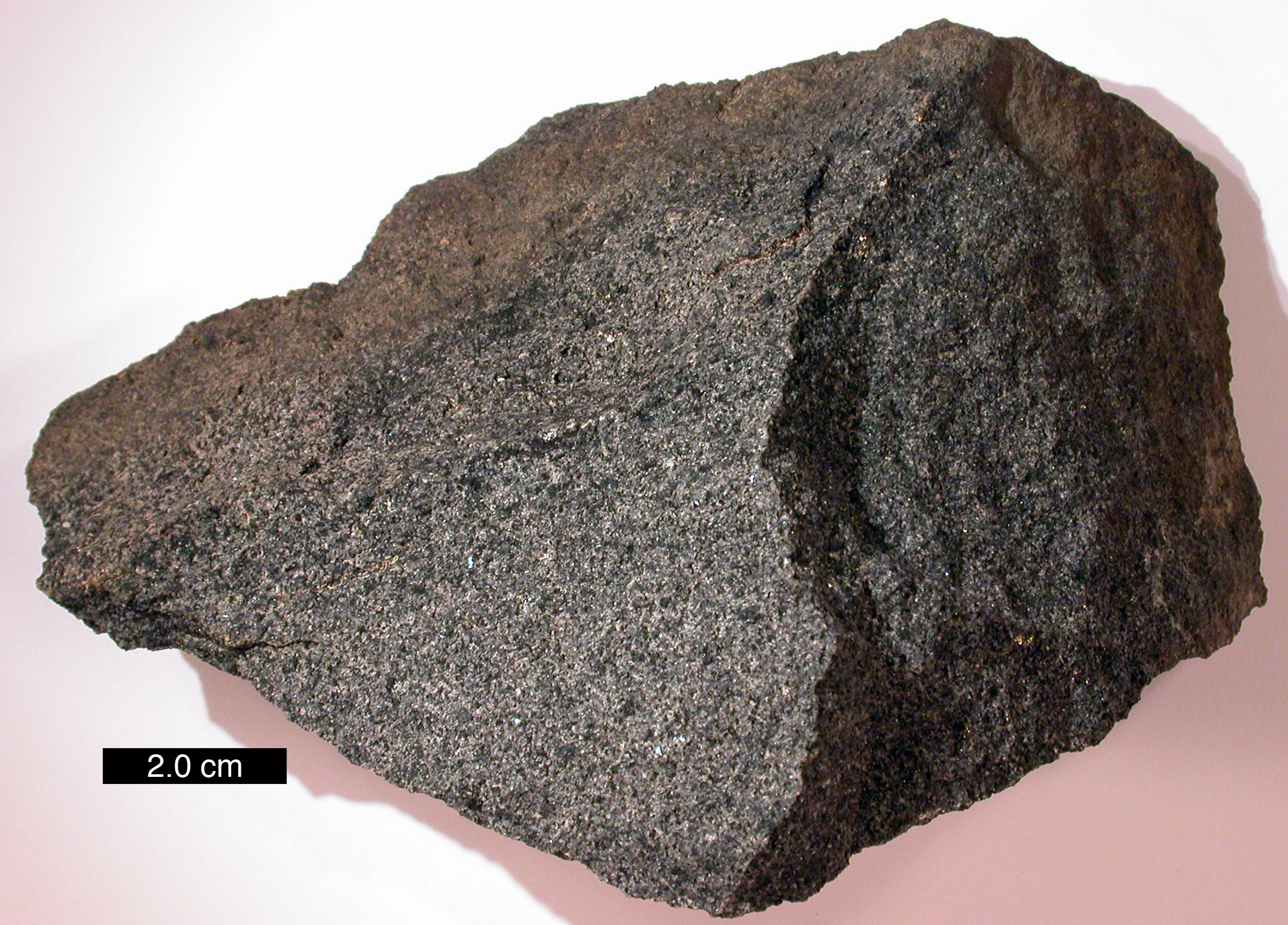
Габро.

Метабазити (від мета… і грец. básis — основа), метаморфічні гірські породи, утворені в результаті метаморфізму основних магматичних порід. До метабазитів відносяться метаморфізовані діабази, габро, діорити та іноді сланці та амфіболіти.